# Донативные золотые монеты Российской империи
Донативные золотые монеты Российской империи — подарочные золотые монеты, которые выпускались во времена Российской империи по «особым нарядам» в 1876, 1896, 1902 и 1908 годах и чеканились на высоком художественном уровне. Донативные монеты использовались в качестве подарков, вручаемых императором или членами императорской семьи.

## История
В каталоге Шодуара в 1836 года впервые встречается описание золотого рубля 1762 года с портретом императрицы Екатерины II. Шодуар полагал, что эта монета подобна тем золотым рублям, которые чеканились при Петре I для его крестников. Золотые рубли 1762 года получили гвардейские офицеры на память о вступлении на престол Екатерины II. 
Чеканка донативных золотых монет во времена Российской империи проходила в 1876, 1895, 1896, 1902 и 1908 годах. Монеты выпускались по «особым нарядам», их количество было ограничено. Донативные монеты не предназначались для постоянного обращения. Эти золотые монеты относятся к категории раритетных и иногда встречаются на аукционах. В 2003 года донативная золотая монета была приобретена во время нумизматического аукциона антикварного салона «Екатерина» за 82 тысячи долларов.

### Двадцать пять рублей 1876 года
Великий князь Владимир Александрович с разрешения императора Александра II заказал чеканку монет номиналом 25 рублей с датой 1876 год. Монеты содержали надпись «Чистого золота 7 золотников 3 доли». Они выпускались ограниченным тиражом — не более 100 штук. Великий князь Владимир Александрович дарил их в качестве сувениров.

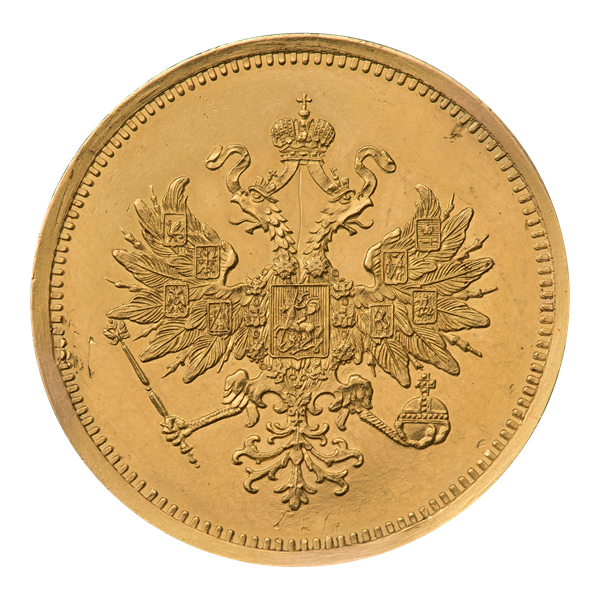
Двадцать пять рублей 1876 года (аверс)
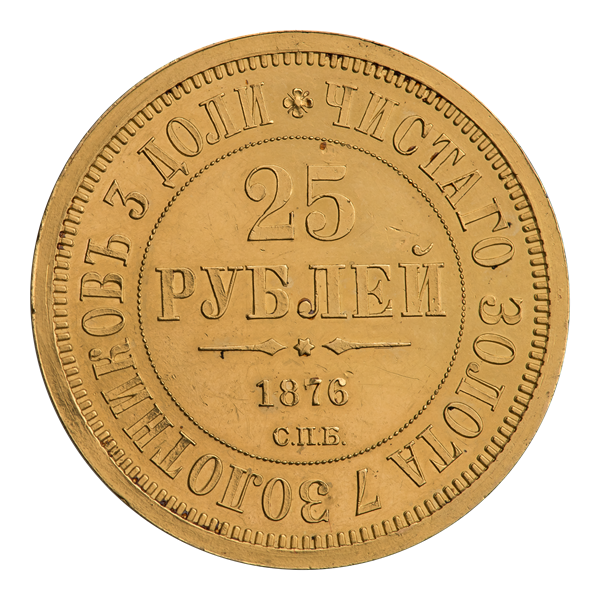
Двадцать пять рублей 1876 года (реверс)

Монеты чеканились на Санкт-Петербургском монетном дворе из золота. Вес монеты — 32,65 г, диаметр — 32,5 мм. На лицевой стороне монеты изображен двуглавый орёл, крылья которого были распростёрты над тремя коронами. Из самой верхней короны спускалась Андреевская лента. У орла на груди был щит с гербом Москвы. Вокруг герба — цепь ордена св. Андрея Первозванного. У орла на крыльях были щиты с гербами Царства Казанского, Царства Польского, Царства Херсонеса Таврического, соединённый герб Великих княжеств Киевского, Владимирского и Новгородского, Царства Астраханского, Царства Сибирского, Царства Грузинского и Княжества Финляндского. На монете была круговая надпись. С обратной стороны монеты, в ее центре в бусовом ободке было обозначение номинала и дата: «25 | РУБЛЕЙ |1876 | С. П.Б.». Содержалась круговая надпись «ЧИСТАГО ЗОЛОТА 7 ЗОЛОТНИКОВЪ 3 ДОЛИ».

### Полуимпериал — пять рублей золотом 1895 года
Монета чеканилась из золота 900 пробы на Санкт-Петербургском монетном дворе.
Вес полуимпериала составлял 6,45 грамма, из которых было 5,81 грамма чистого золота. Диаметр монеты был 21,3 миллиметра. На аверсе монеты надпись «полуимперіалъ», «5 рублей золотомъ», на гурте — надпись «чистаго золота 1 золотник 34,68 долей». Монета чеканилась на Санкт-Петербургском монетном дворе. На лицевой стороне был изображен профильный портрет императора Николая II, повернутый в левую сторону, с круговой надписью «Б. М. НИКОЛАЙ II ИМПЕРАТОРЪ И САМОДЕРЖЕЦЪ ВСЕРОСС.».

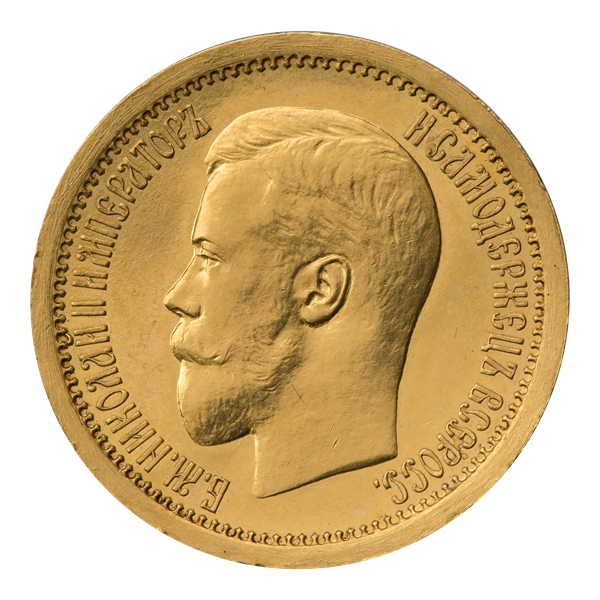
Полуимпериал, пять рублей золотом 1895 года (аверс)
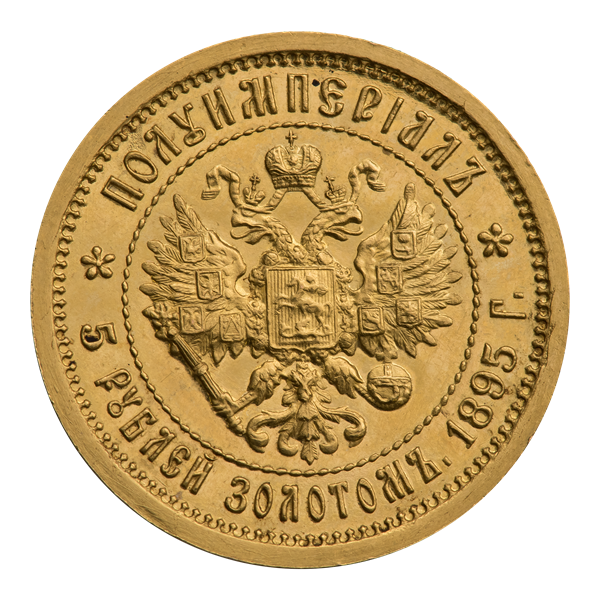
Полуимпериал, пять рублей золотом 1895 года (реверс)

Отличительный признак — буквы А.Г на ребре монеты.

### Империалы — десять рублей золотом 1895 и 1896 годов
В 1895 году появилась новая десятирублевая золотая монета — империал. Она чеканилась с 1895 по 1897 год. Диаметр империала составил 24,6 миллиметра, вес — 12,9 грамма, из которых было 11,61 грамм чистого золота. В центре лицевой стороны монеты изображался двуглавый орел с императорскими регалиями, гербами на крыльях. Его окружал точечный ободок. Также на аверсе были надписи, вверху — «имперіалъ», внизу «10 рублей золотомъ», год чеканки. Надписи располагались между ободком и краем монеты, их отделяли друг от друга рельефные пятилепестковые цветки. На реверсе — обратной стороне монеты — был профиль Николая II и круговая надпись «Б.м. Николая II императоръ и самодержецъ Всеросс.». Декоративной каймой был украшен край монеты. На гурте были начеканены слова «чистаго золота 2 золотника 69,36 долей» с инициалами минцмейстера А.Г.
Тираж империала 1896 года составил 125 штук.
Империал 10 рублей золотом 1896 года был отчеканен на Санкт-Петербургском монетном дворе из золота 900 пробы. Вес — 12,9 г, диаметр 24,5 мм. На лицевой стороне изображен профильный портрет императора, повернутый влево. Круговая надпись «Б. М. Николай II ИМПЕРАТОРЪ и САМОДЕРЖЕЦЬ ВСЕРОСС». Зубчатый ободок по краю. На обратной стороне был изображен императорский орёл в точечном ободке. Круговая надпись «ИМПЕРІЛЪ. 10 РУБЛЕЙ ЗОЛОТОМЪ. 1896 Г.». Зубчатый ободок по краю. Гурт с надписью «ЧИСТАГО ЗОЛОТА 2 ЗОЛОТНИКА 69,36 ДОЛЕИ».

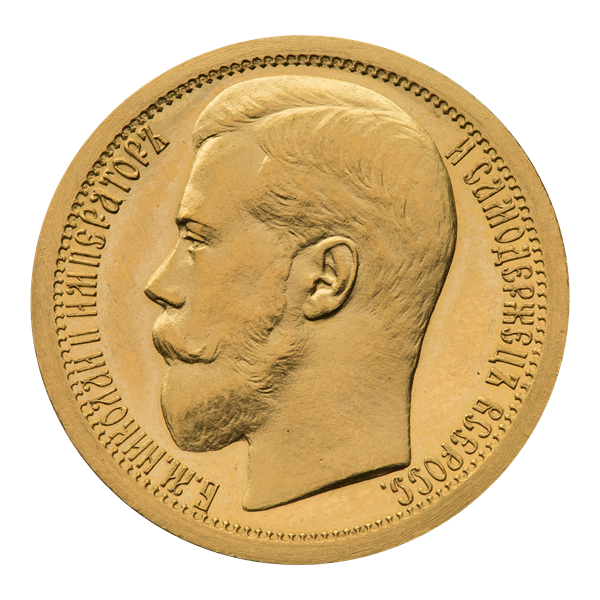
Империал 10 рублей 1896 года (аверс)
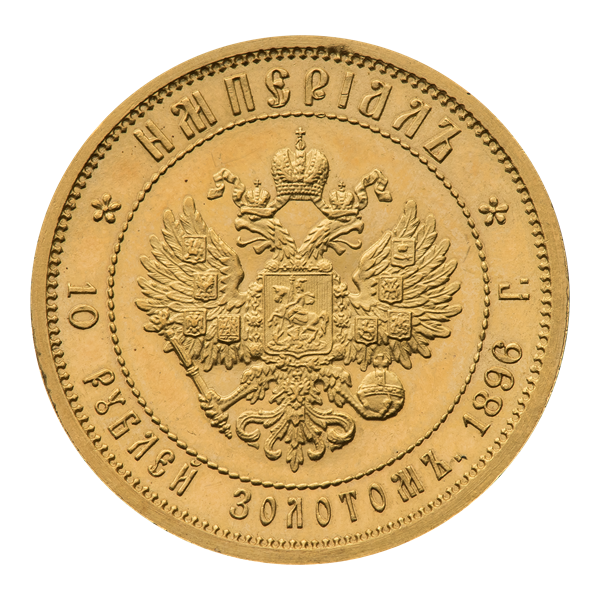
Империал 10 рублей 1896 года (реверс)

### Два с половиной империала — двадцать пять рублей золотом 1896 года
Монета два с половиной империала была отчеканена в качестве подарка во время проведения торжеств, которые были посвящены коронации императора Николая II. Вначале было отчеканено 300 монет. 100 монет получил император Николая II, а 200 монет его дядя, великий князь Владимир Александрович. В 1899 году была отчеканена еще одна монета для великого князя Александра Михайловича. На монетах присутствовал знак Парижского монетного дома на гурте, хотя они чеканились в городе Санкт-Петербурге.

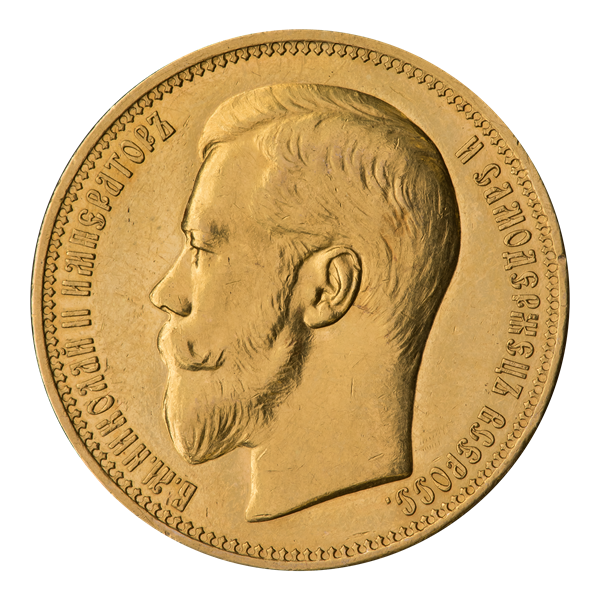
Два с половиной империала — двадцать пять рублей золотом 1896 года (аверс)
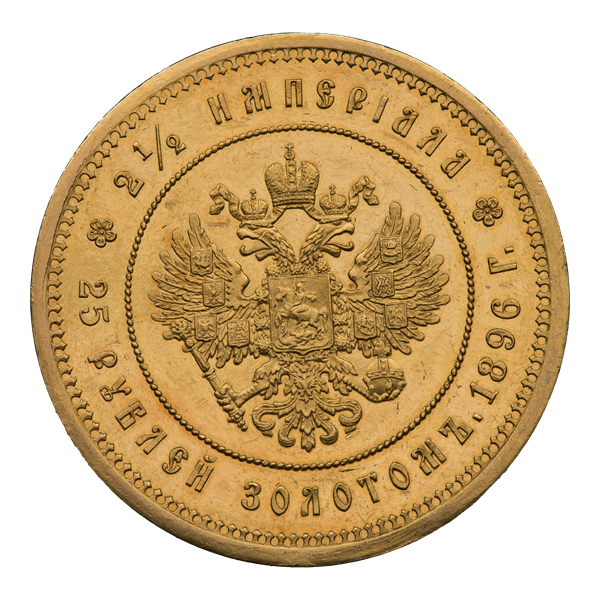
Два с половиной империала — двадцать пять рублей золотом 1896 года (реверс)

Монета выполнена из золота 900 пробы. Она весила 32,19 г, и в диаметре была равна 33,6 мм. На лицевой стороне был изображен портрет императора, повернутый влево, и круговая надпись «Б. М. Николай II ИМПЕРАТОРЪ и САМОДЕРЖЕЦЪ ВСЕРОСС.», по краю шел зубчатый ободок. Круговая надпись: 2½ ИМПЕРІАЛА 25 РУБЛЕЙ ЗОЛОТОМЪ. 1896 г. Зубчатый ободок располагался по краю. Гурт гладкий с надписью: «ЧИСТАГО ЗОЛОТА 6 ЗОЛОТНИКОВ 77,4 ДОЛИ⭐».

### Тридцать семь рублей пятьдесят копеек — 100 франков 1902 года
Монета чеканилась на Санкт-Петербургском монетном дворе из золота 900 пробы. Ее вес составил 32,25 г. Диаметр — 33,5 мм. На лицевой стороне — профильный портрет императора, повернутый влево. Круговая надпись: «Б. М. Николая II ИМПЕРАТОРЪ И САМОДЕРЖЕЦЪ ВСЕРОСС». Зубчатый ободок по краю. На обратной стороне — императорский орёл в точечном ободке. Круговая надпись: «37 РУБЛЕЙ 50 КОПѢЕКЪ, 1902 Г. 100 ФРАНКОВЪ.». Зубчатый ободок по краю. Гурт с надписью «ЧИСТАГО ЗОЛОТА 6 ЗОЛОТНИКОВ 77,4 ДОЛИ*».

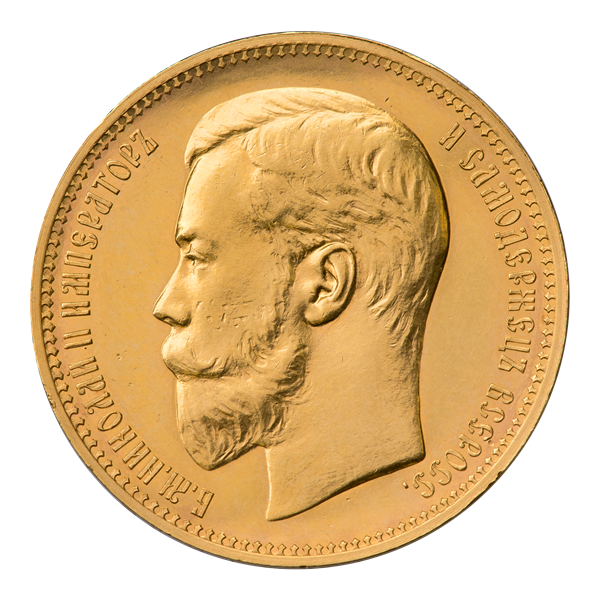
Тридцать семь рублей пятьдесят копеек - 100 франков 1902 года
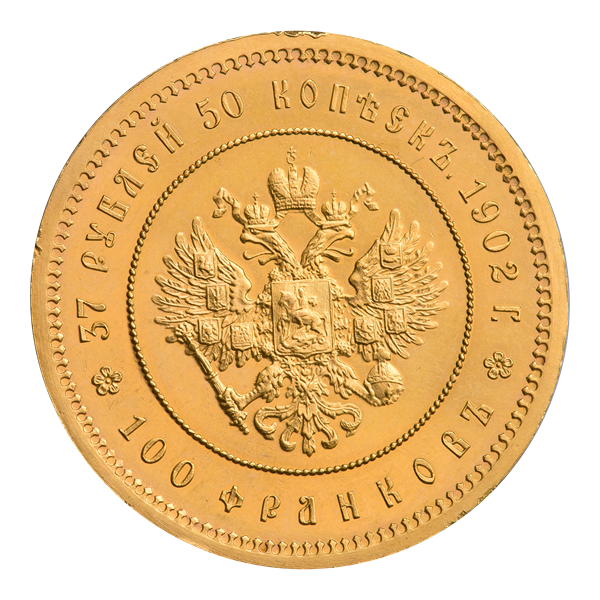
Тридцать семь рублей пятьдесят копеек - 100 франков 1902 года

### Два с половиной империала — двадцать пять рублей золотом 1908 года
В 1908 году было отчеканено ограниченное количество подарочных монет из золота номиналом в 25 рублей. Существует предположение, что монета была выпущена в память 40-летия императора Николая II. На аверсе монеты изображен профильный портрет императора. Круговая надпись «Б. М.НИКОЛАЙ II ИМПЕРАТОРЪ И САМОДЕРЖЕЦЪ ВСЕРОСС». По краю был сделан зубчатый ободок. На реверсе монеты изображен императорских орёл в точечном ободке. Круговая надпись «2 ½ ИМПЕРІАЛА, 25 РУБЛЕЙ ЗОЛОТОМЪ. 1908 Г.». Зубчатый ободок по краю. Гурт с надписью: "ЧИСТАГО ЗОЛОТА 6 ЗОЛОТНИКОВ 77,4 ДОЛИ*".

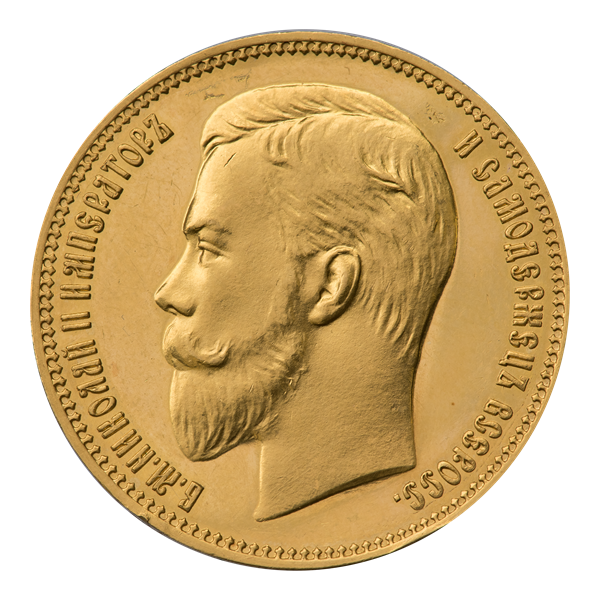
Два с половиной империала — двадцать пять рублей золотом 1908 года (аверс)
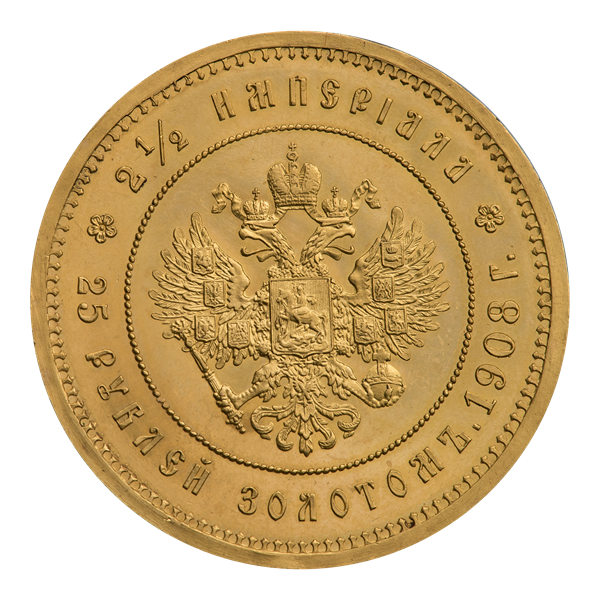
Два с половиной империала — двадцать пять рублей золотом 1908 года(реверс)

Вес монеты 32,41 г. Диаметр — 33,3 мм. Монета выполнена из золота 900 пробы на Санкт-Петербургском монетном дворе.